# قلق الموت

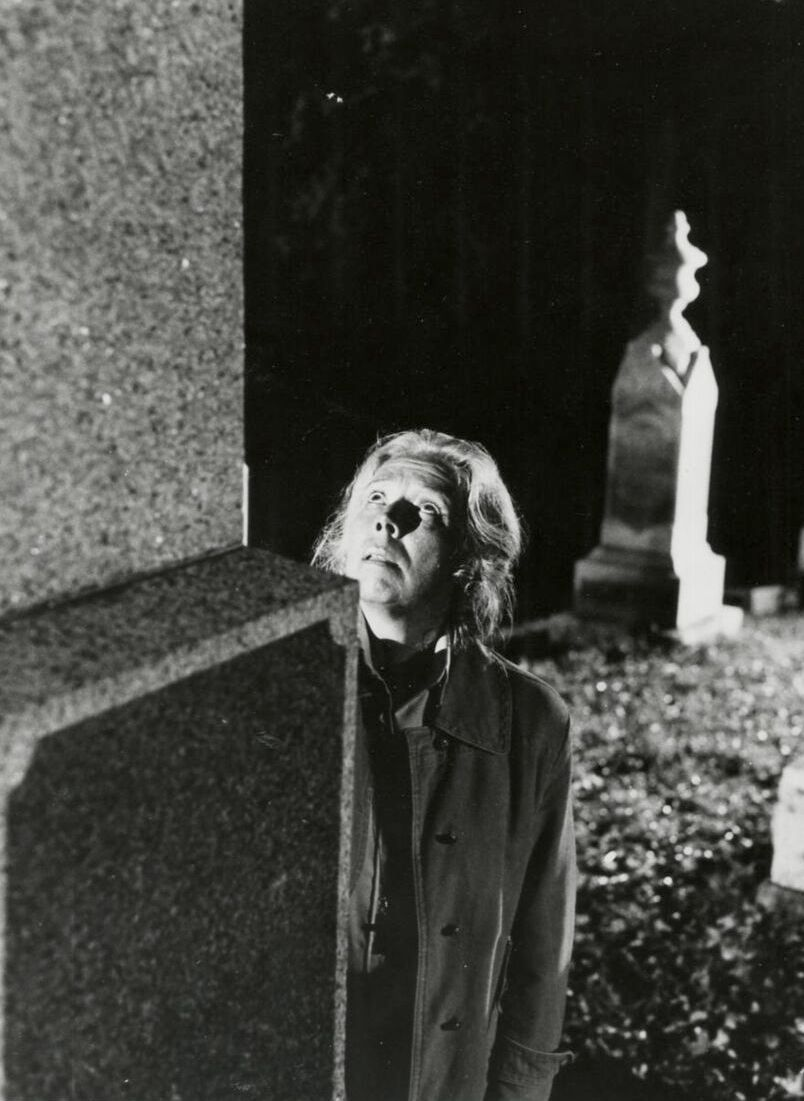

قلق الموت يعتبر نوعاً من أنواع القلق الذي تسببه الأفكار المتعلقة بالموت. هناك مصدر يعرف قلق الموت على أنه شعور الشخص بالفزع أو الخوف أو الرعب عند التفكير في عملية الموت، كما يعرف هذا النوع أيضا برهاب الموت. ويختلف قلق الموت عن (النيكروفوبيا) التي تعتبر خوفاً معيناً يصيب الشخص من الأشخاص الميتين أو/و الأشياء الميتة، مما يعني أن الشخص يكون لديه خوف من الأشخاص الميتين وليس خوفاً من موتٍ قد يصيبه. بالإضافة إلى ذلك هناك نوع آخر يكون سببه محتوى أفكار متعلقة بالموت. ويمكن للطبيب النفسي تصنيف هذا النوع على أنه نوع مرضي أو/و غير طبيعي. كما يستلزم تصنيفه إلى وجود درجة من القلق الذي يكون مستمراً ويؤثر على الوظائف اليومية للشخص. ومن المتوقع في هذا النوع انخفاض الأنا لدى كبار السن وزيادة المشاكل الجسدية والنفسية عند ارتفاع مستوى القلق لديهم يرون أنفسهم انهم قريبون من الموت. وقد يسبب قلق الموت الإحراج الشديد للشخص بسبب ردة فعله تجاه موضوع التبرع بالأعضاء أو أي موضوع آخر له علاقة بالموت.

## الأنواع

### قلق الموت العدواني
ينجم قلق الموت العدواني عن الخوف من التعرض للأذى، كما أنه يعتبر النوع الأساسي والأقدم لقلق الموت. أصله من الكائنات الحية وحيدة الخلية التي لديها مستقبلات تطورت للتفاعل مع الخطر الخارجي لضمان البقاء في مواجهة هجمات الخطر في أشكاله الكيميائية والفيزيائية. وبالنسبة للبشر، فإن قلق الموت العدواني تثيره مجموعة من الحالات التي تجعل المرء في خطر أو تهدد حياته. قد تكون هذه الصدمات نفسية أو جسدية أو كليهما. ويحرك قلق الموت العدواني موارد المرء التكيفية ويؤدي إلى ردة فعل المحاربة أو الفرار: جهود نشطة لمحاربة الخطر أو محاولات الهروب من التهديد.

### قلق الموت الشرس
ينشأ قلق الموت الشرس عندما يؤذي الفرد فردًا آخر سواءً كان ذلك جسدياً أو عقلياً. ويكون هذا النوع عادة مصحوب بالشعور بالذنب، والذي بدوره يشجع ويدعم عددًا من القرارات التي يتخذها الشخص الذي ارتكب الأذى للآخرين.

### قلق الموت الوجودي
ينشأ قلق الموت الوجودي من المعرفة الأساسية التي تنص على أن حياة الإنسان لابد وأن تنتهي، ويعتبر هذا النوع أكثر الأنواع قوة. يقال أن اللغة قد أوجدت أساسيات قلق الموت الوجودي عن طريق التغييرات التواصلية والسلوكية. هناك عوامل أخرى تشمل التمييز بين الذات والآخرين (الوعي الكامل للهوية الشخصية والقدرة على توقع المستقبل). كما قد ارتفع معدل الوعي حول الوفيات البشرية قبل حوالي 150.000 سنة، فقد قام البشر في تلك الفترة القصيرة للغاية من التطور عبر تصميم آلية أساسية واحدة يتعاملون من خلالها مع مخاوف الموت الوجودية التي قد أثارها الإنكار. ويتم الإنكار من خلال مجموعة واسعة من الآليات العقلية والإجراءات البدنية، الكثير منها غير معترف بها. في حين أنه يمكن التكيف على الإنكار بحدود، وأن الاستخدام المفرط يمكن أن يكون أكثر شيوعاً ومكلف عاطفياً. إن الإنكار هو أصل هذه الأفعال (المختلفة) من كسر للقواعد، وتجاوز للحدود، والاحتفالات الجنونية، وتوجيه للعنف ضد الآخرين، ومحاولة كسب ثروة وقوة غير عادية، وغير ذلك الكثير. غالباً ما تحدث هذه الممارسات بسبب صدمة مرتبطة بالوفاة، وعلى الرغم من أنها يمكن أن تؤدي إلى أعمال بناءة، إلا أنها قد تؤدي في أغلب الأحيان إلى أفعال تضر بالنفس وبالآخرين.

## النظريات

### رهاب الموت (ثانتوفوبيا)
قام العالم سقمند فرويد بطرح فرضية تقول أن تعبير الناس عن خوفهم من الموت ما هو إلا تمويه لمصدر أعمق من القلق، ما يخشاه الناس ليس في الواقع الموت لأنه من وجهة نظر فرويد، فإنه لا أحد يؤمن بأنه سوف يموت. لا يتعامل العقل اللاوعي مع الإنكار أو الوقت، علاوة على ذلك فإن ما يخشاه المرء لا يمكن أن يكون الموت بعينه لأن الشخص لم يمت من قبل، فالناس الذين يعبرون عن مخاوف متعلقة بالموت هم في الواقع يحاولون التعامل مع صراعات الطفولة التي لا يمكنهم التصالح معها أو التعبير عنها لعواطفهم مصطلح (ثانتوفوبيا) مأخوذ من الشكل اليوناني للموت المعروف باسم ثانتوس.

### الحكمة: تكامل الذات مقابل اليأس
قام عالم النفس التربوي ايريك ايريكسون بصياغة نظرية نفسية اجتماعية توضح أن الناس يحرزون تقدماً من خلال سلسلة من الأزمات مع تقدمهم في العمر، وتفسر هذه النظرية أيضاً المفهوم الذي يقول أنه بمجرد وصول الشخص إلى آخر مراحل حياته فإنه يصل إلى مرحلة أسماها ايريك «مرحلة تكامل الذات». يحدث تكامل الذات عندما يتصالح المرء مع حياته ويتقبلها. ويقال أيضاً أن وصول الشخص إلى مرحلة الرشد المتأخرة يجعله يرى حياته بنظرة عامة حتى تلك اللحظة. عندما يستطيع المرء إيجاد معنى لحياته فإنه يكون قد وصل إلى مرحلة تكامل الذات، وعكس ذلك فإنه عندما ينظر الفرد إلى حياته كسلسلة من الفرص الضائعة فإنه لن يصل إلى مرحلة تكامل الذات. يُعتقد أيضاً أن كبار السن الذين وصلوا إلى مرحلة تكامل الذات هم أقل عرضة للتأثر بقلق الموت.
و لقد أسند (ارنست بيكر) هذه النظرية إلى وجهات النظر الوجودية والتي بدورها قد حولت نظريات قلق الموت إلى بُعد جديد. يقول أيضاً أن قلق الموت ليس حقيقياً فحسب، إنما يعتبر أعمق مصادر القلق لدى الناس. قد فسّر القلق بأنه يكون حاداً جداً لدرجة أنه يولّد المخاوف والرهاب للفرد في حياته اليومية - القلق من البقاء وحيداً أو المكوث في مكان ضيق. وبناءً على هذه النظرية، فإن سلوك البشر اليومي أساسه محاولات لإنكار الموت وإبقاء ذلك القلق تحت السيطرة. كلما طور الفرد معلوماته عن معدل الوفيات، أي أن يصبح أكثر وعياً بحتمية الموت، كلما حاول بشدة كبح قلقه. تؤدي طريقة الكبح هذه عادة إلى التعميم فيما يخص المعتقدات الثقافية والميل إلى الحصول على الدعم الخارجي بدلاً من التعامل مع الخوف بدون مساعدة. يتراوح هذا السلوك بين كونه مجرد تفكير في الموت وكونه رهاب شديد وأفعال متهورة.

### نظريات أخرى
ظهرت نظريات أخرى عن قلق الموت في أواخر القرن العشرين. مثل نظرية النهج الوجودي، التي وضعها النظريون مثل رولو ماي وفيكتور فرانكل، تظهر شخصية الفرد على أنها محكومة بالخيارات والقرارات المستمرة فيما يتعلق بواقع الحياة والموت. هناك أيضاً نظرية أخرى وهي نظرية الندم التي اطلقها أدريان تومر وغرافتون إلياسون. إن المحور الرئيسي لهذه النظرية استهداف الطريقة التي يقيّم بها الناس جودة و / أو قيمة حياتهم. غالباً ما تجعل إمكانية الموت الناس أكثر قلقاً إذا شعروا أنهم لم يتمكنوا من إنجاز أي مهمة إيجابية في الحياة التي يعيشونها. ولقد حاولت الأبحاث الكشف عن العوامل التي قد تؤثر على مقدار القلق الذي يعيشه الناس في الحياة.

### تفسيرات شخصية للموت
ينمي البشر تفسيراتهم ويربطونها بالأشياء والأحداث في بيئتهم، مما يثير مشاعر معينة داخل الفرد. كما أن الناس يميلون إلى تطوير تفسيراتهم الشخصية للموت، وبالتالي قد تكون تلك التفسيرات سلبية أو إيجابية للفرد. إذا كانت النتائج إيجابية، فإن عواقب تلك المعاني يمكن أن تكون مريحة (على سبيل المثال، أفكار متضاربة تركت أثرًا على أولئك الذين ما زالوا على قيد الحياة). اما إذا كانت سلبية فإنها من الممكن أن تسبب الاضطراب العاطفي. وذلك اعتمادًا على المعنى المعين الذي يربطه الشخص بالموت، فإن العواقب ستختلف تبعاً لما إذا كانت تفسيرات سلبية أو إيجابية.

### تأثير الدين
تسبب فكرة الموت درجة مختلفة من القلق لأفراد مختلفين. اعتمادًا على عوامل كثيرة. وجدت دراسة أجريت عام 2012 على طلاب جامعيين مسيحيين ومسلمين من الولايات المتحدة وتركيا وماليزيا أن تدينهم يرتبط ارتباطًا إيجابيًا بالخوف المتزايد من الموت. وجدت دراسات أخرى أن ارتباط الشخص بالدين ارتباطاً قوياً يمكن أن يجعل الشخص أقل قلقاً من الموت. على الرغم من عدم وجود علاقة بين التدين وقلق الموت، إلا أنه تبين أن القلق من الموت يميل إلى أن يكون أقل لدى الأفراد الذين يحضرون الاجتماعات أو التجمعات الدينية بانتظام. وفي دراسة حديثة، طُلب من مائة وخمسة وستين من المشاركين في الكنيسة ملء «مقياس التحفيز الديني الداخلي، ومقياس القلق الموسع للوفاة»، وتم تحليل النتائج باستخدام تحاليل العوامل، وارتباط بيرسون، والانحدار الخطي والتربيعي. وكلها وجدت علاقة عكسية بين الدافع الديني وقلق الموت. باختصار، كلما كنت أكثر تديناً، فسوف تكون أقل قلقاً بشأن الموت لأنك قد تربط الموت ببداية أخرى وعدت بها العديد من الأديان، كما وجدت الدراسة أن الجنس لم يكن له تأثير على التدين وقلق الموت.

## الأطفال
تم العثور على أحدث وثائق الخوف من الموت عند الأطفال الصغار في سن 5 أعوام. ولقد استُخدمت المقاييس النفسية ومقاييس ردات الفعل الزمنية لقياس الخوف من الموت لدى الأطفال الصغار. تستخدم الدراسات الحديثة التي تقيم الخوف من الموت عند الأطفال ميزان تقييم الاستبيان. هناك العديد من الاختبارات لدراسة هذا بما في ذلك مقياس قلق الموت للأطفال (DASC) الذي طوره كلٌ من (سكيل) و (سيفلتد). لكن الصيغة الأكثر شيوعًا من هذا الاختبار هي جدول مسح الخوف المعدّل للأطفال (FSSC-R). ويصف هذا الجدول محفزات خوف محددة ويطلب من الأطفال اختبار درجة قلقهم. تقدم أحدث نسخة من هذا البرنامج السيناريوهات في شكل مصور. للأطفال الذين لا تتجاوز أعمارهم 4 أعوام. يطلق عليه استبيان كوالا الخوف (KFQ). كما تشير دراسات الخوف إلى أن مخاوف الأطفال يمكن تصنيفها إلى خمس فئات، وأحد هذه الفئات هو الموت والخطر. ولقد وجد هذا النوع لدى الأطفال الذين تتراوح أعمارهم بين 4 و 6 أعوام، ومن سن 7 إلى 10. ويعتبر الموت العنصر الأكثر رعبا الذي يظل حتى سن المراهقة.
وأظهرت دراسة أجريت على 90 طفلاً، تتراوح أعمارهم بين 4-8 أعوام، قامت بها فرجينيا سلوتر ومايا غريفيث، أنه كلما كان الشخص أكثر استيعاباً للمفهوم البيولوجي للموت كلما قل لديه الخوف من الموت. وهذا يجعلنا نقترح فكرة أنه من المفيد تعليم الأطفال عن الموت (بمعنى بيولوجي)، للتخفيف من حدة الخوف.

## العلاقة بين ارتباط البالغين وقلق الموت
هناك الكثير من الأدبيات التي توضح وجود علاقة بين حالة المرء من مهارات التأقلم، والصحة العقلية، والعواطف، وردود الفعل المعرفية للأحداث المجهدة وقدرة المرء على تنظيم التأثير فيما يتعلق بقلقه من الموت. تبين سلسلة من اختبارات القلق أن القلق يميل إلى الظهور أكثر عند الأشخاص المرتبطين بعلاقات وثيقة مع شريك حميم (يظهر ذلك في الإناث أكثر من الذكور).

## الجنس
يبدو أن العلاقة بين قلق الموت وجنس الشخص قوية. تظهر الدراسات أن الإناث تملن إلى القلق من الموت أكثر من الذكور. قام كلٌ من ثروسون وبول (1984) بإجراء دراسة للتحقيق في هذا الأمر، وقاموا بأخذ عينات من الرجال والنساء تتراوح أعمارهم بين 16 عامًا إلى أكثر من 60 عاماً. وقد اظهرت دراسات قلق الموت أن درجات النساء أعلى من الرجال. علاوة على ذلك، يعتقد الباحثون أن العمر والثقافة يمكن أن يكونا من الأسباب الرئيسية (كون أن النساء يعانون من قلق الموت أكثر من الرجال).
خلال الفترة التطورية، تم إنشاء طريقة أساسية للتعامل مع قلق الموت وأيضا كوسيلة للتعامل مع الخسارة. يتم استخدام الإنكار عندما تكون الذكريات أو المشاعر مؤلمة للغاية ولا يمكن قبولها غالبًا، من خلال الحفاظ على فكرة أن الحدث لم يحدث أبداً، بدلاً من قبوله، والذي يعطي الفرد مزيد من الوقت للتعامل مع الألم الحتمي. عندما يموت أحد أفراد الأسرة المحبوبين، غالباً ما يحدث الإنكار كوسيلة للسيطرة على حقيقة أن الشخص قد رحل. غالباً ما تتعامل العائلات ذات العلاقات القوية مع الموت بشكل أفضل من تعامل كلٌ منهم بشكل فردي. بينما يتفرق المجتمع والعائلات عن بعضهم البعض، كذلك الوقت المنقضي على من ماتوا، الأمر الذي يؤدي بدوره إلى السلبية تجاه الموت. النساء اللاتي يعتبرن حاملات الأطفال، واللاتي غالباً ما يعتنين بالأطفال لديهن قلق أكبر بشأن الموت بسبب دورهم في رعاية الأسرة. هذا هو الدور الشائع للمرأة الذي يؤدي إلى مزيد من القلق من الموت بما أن ذلك يؤكد على «أهمية العيش» لأطفالها. على الرغم من أنه من المعروف أن كل الكائنات الحية تموت، فإن الكثير من الناس لا يقبلون موتهم، ويفضلون عدم قبول أن الموت أمر لا مفر منه، وأنهم سوف يموتون في يوم من الأيام.

## العمر

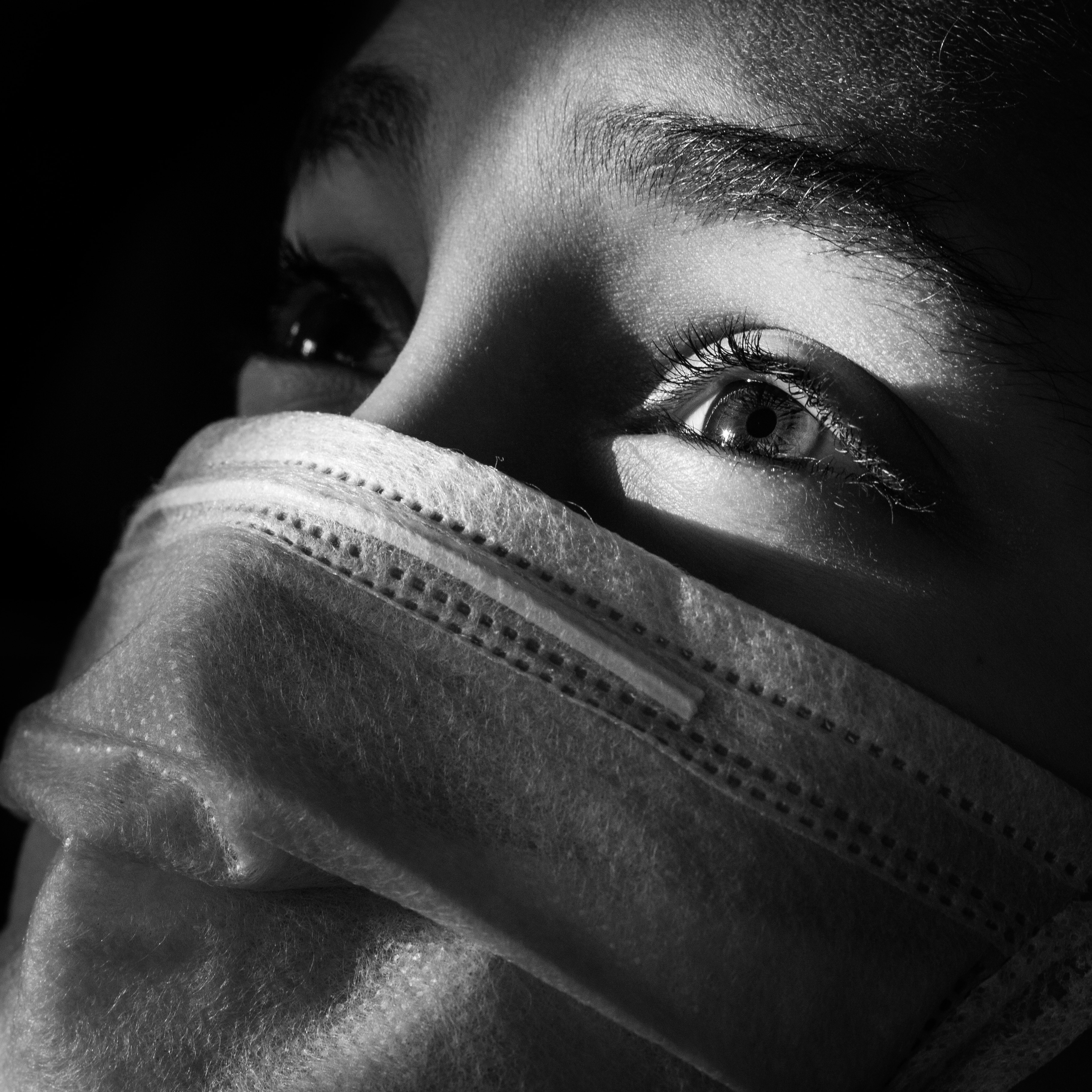
الخوف من COVID-19 أثناء الجائحة

خلال سنوات الشباب (20 عام)، يبدأ القلق من الموت في الغالب في الانتشار. ومع ذلك، خلال المرحلة المتقدمة من العمر، سنوات منتصف العمر (40-60 عام)، يرتفع القلق من الموت إلى أعلى مستوياته بالمقارنة مع جميع الفئات العمرية الأخرى. والمثير للدهشة، أن مستويات القلق من الموت تتراجع في سن الشيخوخة (65 سنة فما فوق). وهذا يتناقض مع توقعات معظم الناس، خاصة فيما يتعلق بكل الدلالات السلبية التي تكون لدى الأشخاص الأصغر سنًا حول المسنين وعملية الشيخوخة (كرلوتشيك وترينر، 1982).

## قياس قلق الموت
هناك العديد من الطرق لقياس قلق الموت. وضع كاتينباوم وآينسبيرغ (1972) ثلاثة اقتراحات لهذا القياس. ومن هذه البداية، تمكنت الأيديولوجيات من تسجيل خصائص قلق الموت. عبر طرق مثل التخيل وملئ الاستبيانات البسيطة واختبارات التحمل مثل اختبار (ستروب)، تمكن علماء النفس من تحديد ما إذا كان الشخص تحت الضغط بسبب قلق الموت أو انه يعاني من اضطراب ما بعد الصدمة. تم تطوير مقياس موت (ليستر) في عام 1966 ولكن لم ينشر حتى عام 1991 حين أثبتت صحته. ويعمل ذلك المقياس من خلال قياس الموقف العام تجاه الموت، ثم وضع الدرجات للمشاركين.